# Cate Hall
Caitlin Sinclair „Cate“ Hall (* 19. September 1983 in Tucson, Arizona) ist eine professionelle US-amerikanische Pokerspielerin. Sie wurde 2016 vom Global Poker Index als Spielerin des Jahres ausgezeichnet.

## Persönliches
Hall wuchs in Tucson auf. Sie lernte mit sieben Jahren das Kartenspielen von ihrer Großmutter und spielte ab der Grundschule Schach. Während des College begann Hall mit dem Online-Rollenspiel World of Warcraft. Später machte sie einen Bachelor in den Fächern Biochemie und Philosophie. Nach ihrem Abschluss arbeitete sie zwei Jahre bei einer Firma in New York City und zog anschließend nach Washington, D.C. Dort war sie vier Jahre beim Appellationsgericht angestellt.

## Pokerkarriere
Ihre erste Geldplatzierung bei einem Live-Turnier erzielte Hall im Oktober 2013 in Hanover im US-Bundesstaat Maryland. Im Juli 2015 war sie erstmals bei der World Series of Poker (WSOP) im Rio All-Suite Hotel and Casino am Las Vegas Strip erfolgreich und kam bei einem Turnier der Variante No Limit Hold’em ins Geld. Ende September 2015 erreichte die Amerikanerin beim Main Event der World Poker Tour (WPT) in Hanover den Finaltisch und beendete das Turnier auf dem mit knapp 60.000 US-Dollar dotierten fünften Platz. Mitte Dezember 2015 belegte sie beim WPT-Main-Event erneut den fünften Platz und erhielt beim Five Diamond World Poker Classic im Hotel Bellagio am Las Vegas Strip ihr bisher größtes Preisgeld in Höhe von knapp 300.000 US-Dollar. Bei der WSOP 2016 erzielte Hall sechs Geldplatzierungen. Anfang Oktober 2016 saß sie bereits zum dritten Mal am Finaltisch eines WPT-Main-Events und sicherte sich in Hanover als Sechste knapp 70.000 US-Dollar. In der Rangliste des Global Poker Index Player of the Year 2016 belegte die Amerikanerin am Jahresende als beste Frau den 78. Platz und erhielt aufgrund dieser Leistung im Februar 2017 bei den American Poker Awards in Beverly Hills die Auszeichnung als Spielerin des Jahres 2016. Mitte März 2017 lieferte sie sich ein sogenanntes Grudge-Match mit Michael Dentale, der sie zuvor auf Twitter als schlechte Spielerin bezeichnet hatte. Das Duell wurde mit Kommentar von Doug Polk und Shaun Deeb live auf Twitch gestreamt und hatte über 10.000 Zuschauer; Hall gewann mit 2:0. Bei der WSOP 2018 belegte sie den achten Platz beim Marathon-Event und erhielt rund 65.000 US-Dollar. Seitdem blieben größere Turniererfolge aus. Ihre bis dato letzte Geldplatzierung erzielte die Amerikanerin bei der WSOP 2021.
Insgesamt hat sich Hall mit Poker bei Live-Turnieren mehr als eine Million US-Dollar erspielt.